# ليونيل بيكر
ليونيل بيكر (6 سبتمبر 1984 في المملكة المتحدة - ) (بالإنجليزية: Lionel Baker)‏ هو لاعب كريكت بريطاني. شارك مع منتخب الهند الغربية للكريكت وMontserrat national cricket team ‏. أما مع النوادي، فقد لعب مع Leeward Islands cricket team ‏.

## وصلات خارجية
- ليونيل بيكر على موقع إي آس بي آن كريك إنفو (الإنجليزية)